# 平盛時 (鎌倉幕府政所知家事)
平 盛時（たいら の もりとき、生没年不詳）は、鎌倉幕府初期の奉行人（幕府官僚）。源頼朝の右筆として知られている。通称は平五。官位は五位・民部丞と伝わる。

## 人物
元暦元年（1184年）10月20日に問注所が設置された際には別当・三善康信の補佐に任じられていることから、それ以前より頼朝に仕えていたものと見られている。
大江広元とともに頼朝の右筆を務め、広元が公文所や政所の別当の職務に多忙となると、後任の右筆は補われたものの、御教書・奉書などの重要文書のほとんどが盛時の手によって作成され、後に政所知家事として幕府公文書発給の責任者となった。
頼朝が弟・源義経を追討した際に出された在京御家人を罵った手紙（1185年・源頼朝#義経追放参照）も頼朝の意向を盛時がそのまま文章にしたものであるといわれている。文治2年（1186年）に頼朝が関東申次吉田経房に充てた手紙には、「大江広元か平盛時の筆跡ではない御教書には自分が花押を据える（有効性を保障する）。」と記し、2年後にも経房に対して「自分が多忙で御教書の決裁が出来ない場合には、自分の花押の代わりに大江広元の花押、それも無理な場合には平盛時の花押を据えることで有効とする」旨を伝えている。つまり、盛時の書面あるいは花押が場合によっては頼朝や政所の長である大江広元の代わりになり得た事を示しており、それが経房を通じて京都朝廷にも認識されていたと考えられている。建久2年（1191年）には公事奉行人に転じていることが『吾妻鏡』により判明しているが、右筆としての盛時の役目は引き続き行われたと考えられている。
だが、大江広元のように直接政務に携わるといったよりも、専ら頼朝の個人秘書的な色彩が強かったと考えられている盛時は、頼朝の死後にも政所の一員として源頼家・実朝に仕えたことが確認されるものの、それぞれの側近に取って代わられるようになり、頼朝時代にはしばしば見られた『吾妻鏡』における盛時の活動記事も急速に減少していく。そして、建暦2年（1212年）2月19日の記事を最後に姿を消すことから程なく死去したものと見られている。